# Đạ Huoai 3
Bà Gia là một xã thuộc huyện Đạ Huoai, tỉnh Lâm Đồng, Việt Nam.

## Địa lý
Xã Bà Gia có vị trí địa lý:
- Phía đông giáp huyện Bảo Lâm
- Phía tây giáp xã Hà Lâm
- Phía nam giáp tỉnh Bình Thuận
- Phía bắc giáp thị trấn Đạ M'ri.

Xã Bà Gia có diện tích 131,51 km², dân số năm 2022 là 6.500 người, mật độ dân số đạt 49 người/km².

## Hành chính
Xã Bà Gia được chia thành 8 thôn.

## Lịch sử
Ngày 14 tháng 3 năm 1979, Hội đồng Chính phủ ban hành Quyết định số 116-CP về việc chuyển xã Đạ Ploa thuộc huyện Bảo Lộc về huyện Đạ Huoai mới thành lập quản lý.
Ngày 6 tháng 6 năm 1986, Hội đồng Bộ trưởng ban hành Quyết định số 67-HĐBT về việc thành lập xã Đoàn Kết trên cơ sở 9.900 hécta đất và 269 nhân khẩu của xã Đạ Ploa.
Sau khi điều chỉnh địa giới hành chính, xã Đạ Ploa có 9.100 hécta đất và 1.102 nhân khẩu.
Ngày 21 tháng 1 năm 2020, HĐND tỉnh Lâm Đồng ban hành Nghị quyết số 166/NQ-HĐND về việc:
- Sáp nhập Thôn 2 vào Thôn 1.
- Đổi tên Thôn 3 thành Thôn 2.
- Đổi tên Thôn 4 thành Thôn 3.

Tính đến ngày 31 tháng 12 năm 2022, xã Đoàn Kết có 3 thôn: 1, 2, 3. Xã Đạ Ploa có 5 thôn: 1, 2, 3, 4, 5.
Ngày 24 tháng 10 năm 2024, Ủy ban Thường vụ Quốc hội ban hành Nghị quyết số 1245/NQ-UBTVQH15 về việc sắp xếp đơn vị hành chính cấp huyện, cấp xã của tỉnh Lâm Đồng giai đoạn 2023 – 2025 (nghị quyết có hiệu lực từ ngày 1 tháng 12 năm 2024). Theo đó, thành lập xã Bà Gia thuộc huyện Đạ Huoai trên cơ sở toàn bộ 38,53 km² diện tích tự nhiên, quy mô dân số là 2.156 người của xã Đoàn Kết và toàn bộ 92,98 km² diện tích tự nhiên, quy mô dân số là 4.344 người của xã Đạ P’loa.
Xã Bà Gia có 131,51 km² diện tích tự nhiên và quy mô dân số là 6.500 người.